# François Mathias René Leprieur
Pour les articles homonymes, voir Leprieur.
François Mathias René Leprieur, né le 18 avril 1799 à Saint-Dié et décédé le 16 juillet 1870  à Cayenne est un pharmacien de la marine française, botaniste et collecteur pour des naturalistes.

## Biographie
Basé en Sénégambie entre 1824 et 1829, il en étudie la flore lors de nombreux voyages exploratoires, en parallèle d'un autre botaniste, George Samuel Perrottet. Ils accumulent de nombreuses planches d'herbiers, complétées « d'observations importantes sur les époques de floraison, les localités précises, les noms vulgaires, les usages économiques ».
À leur retour en France en juillet 1829, ils entreprennent tous deux la rédaction d'une flore de Sénégambie. Mais au moment de commencer, Leprieur reçoit l'ordre de partir en Guyane. Il remet alors ses collections et ses notes à son collègue, qui s'adjoint l'aide de Jean Baptiste Antoine Guillemin et d'Achille Richard. La flore est publiée sous le nom Florae Senegambiae tentamen entre 1831-1833.
Leprieur reste en Guyane jusqu'en 1849 et devient pharmacien de 1re classe. Il y collecte, non sans difficultés :
- des hyménoptères décrits par Maximilien Spinola dans les annales de la société entomologique de France[5].
- des cryptogames décrits par Camille Montagne dans les Annales des sciences Naturelles, tome XIV, cahier no 5

De 1850 à 1858, il est affecté en Martinique. Pour sa retraite, il retourne ensuite à Cayenne où il décède.

## Hommage
123 taxons sont dédiés à Leprieur.

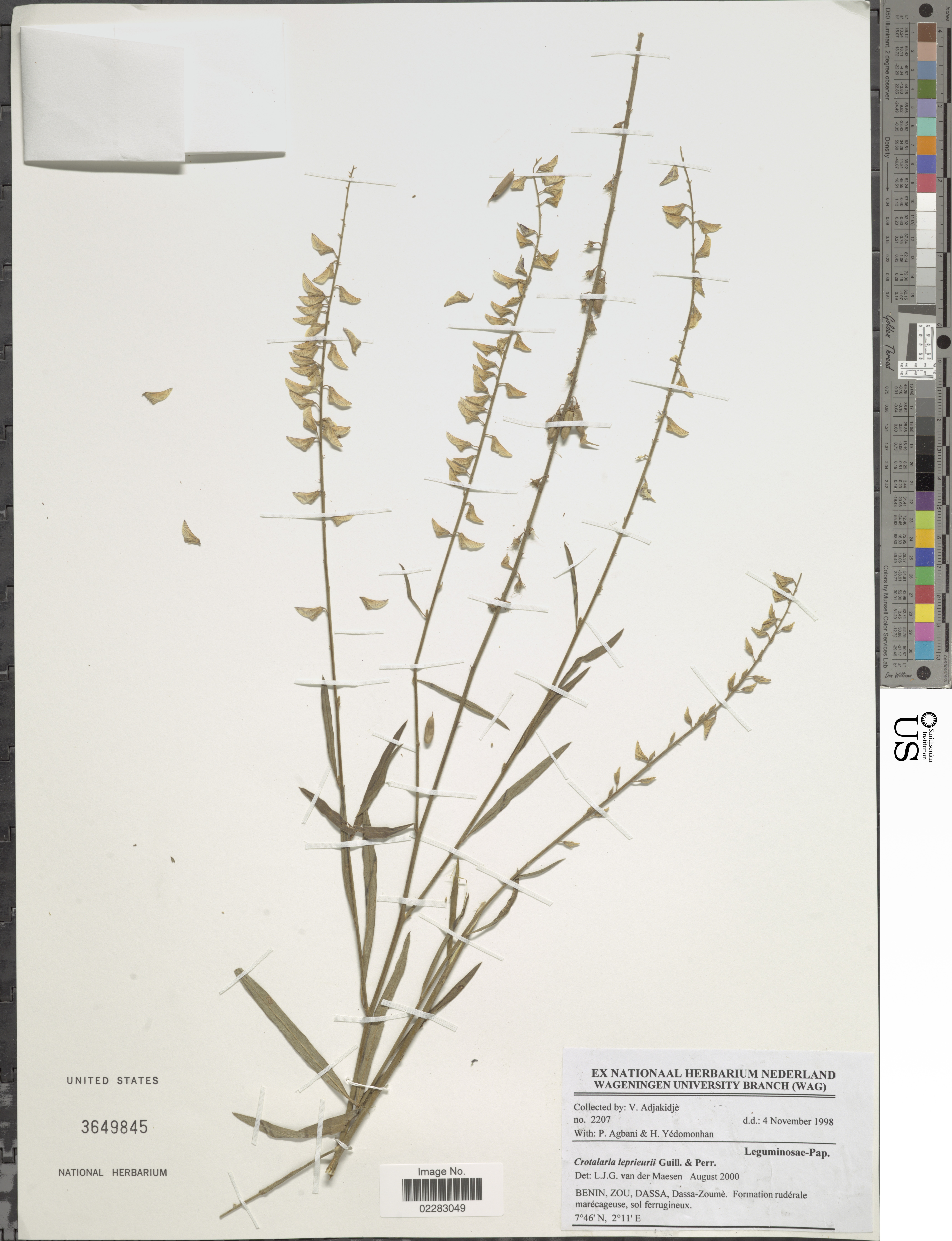
Crotalaria leprieurii.
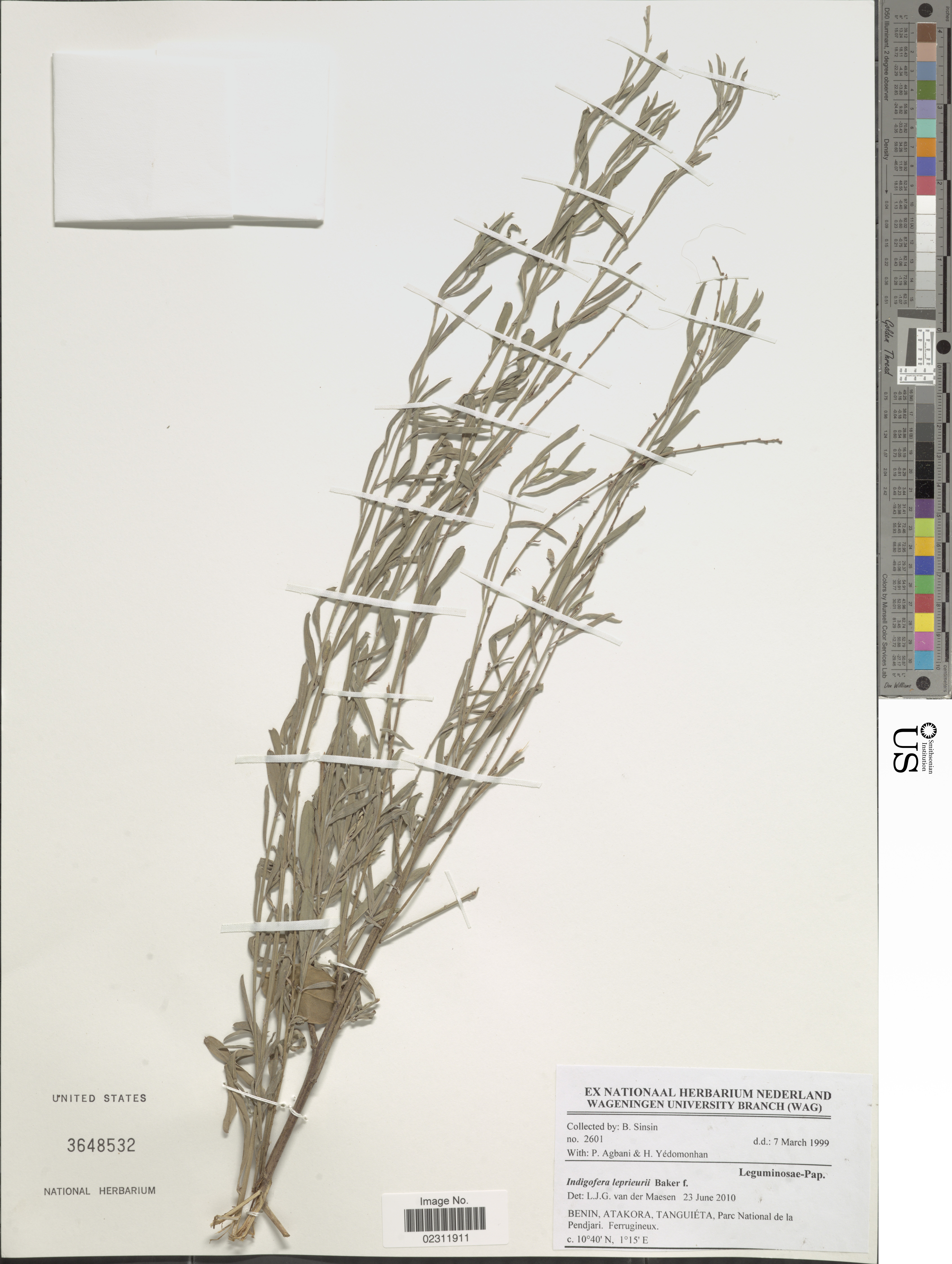
Indigofera leprieurii.